# منزل بدر شاكر السياب
منزل بدر شاكر السياب وهو البيت الذي نشأ وعاش فيه الشاعر العراقي بدر شاكر السياب في قرية جيكور ضمن قضاء أبي الخصيب، 20 كيلومترا جنوبي مدينة البصرة اقصى جنوب العراق.

## تاريخه
يعود تاريخ البيت الى سنة 1800 ميلادية ونشأ فيه الشاعر بدر شاكر السياب في القرن العشرين، ووفقا لقانون الآثار فإن المباني التي يعود وجودها إلى ما قبل 200 سنة تعتبر مواقع أثرية، وما دونها تصنف على أنها تراثية إن كانت تتميز بمواصفات معينة. لذلك شرعت الحكومات العراقية الى اعادة تأهيل المنزل وذلك في اطار جعله من المعالم السياحية والثقافية وأن فكرة تطوير بيت السياب تعود إلى بداية الثمانينيات، عندما قامت بترميمه هيئة الآثار والتراث، إلا أنه هدم وفقدت أبوابه وشبابيكه من جراء توغل الجيش في المنطقة خلال الحرب العراقية الإيرانية، وبعدها شرعت وزارة الثقافة في 2002 بإعادة تأهيل البيت، لكن المشروع توقف في 2003، قبل أن ينجز بسبب نشوب الحرب الأميركية، ثم تعرض للنهب والتخريب. وفي عام 2015 خصصت الحكومة العراقية 360 مليون دينار عراقي أي ما يقارب ربعَ مليونِ دولار أميركي لاعادة اعمار المنزل وتحويله الى متحف من قبل دائرة العقود الحكومية في ديوان المحافظة بالتعاون مع مفتشية آثار البصرة كجهة مشرفة إضافة إلى الديوان.
افتتحت وزارة السياحة والاثار المنزل كمتحف واحد معالم البصرة في 2015 وقال في حينها وزير السياحة والآثار، عادل شرشاب، خلال الحفل الذي أقيم بالمناسبة في قرية جيكور جنوبي البصرة أن “افتتاح دار السياب بعد تأهيلها هو تخليد للشاعر الكبير وجاء للحفاظ على الموروث الثقافي والأدبي والتاريخي”.

## معماريته
تتكون دار السياب من طابقين، وتبلغُ مساحتُه 838 متراً مربعاً، ومبنية من الطين والآجر، ويضم طابقُها الأرضي ثماني غرف متجاورةٍ يتوسطها فناءٌ كبيرٌ (باحة وسطية)، قضى فيها السياب طفولتَه، واستوحى من فنائها وملحقاتها وبساتين النخيل المحيطة بها معظم قصائده.

## أُنظر ايضاً
- بدر شاكر السياب